# Julie Bishop (actrice)
Pour les articles homonymes, voir Julie Bishop et Bishop.
Julie Bishop, également créditée sous son nom de naissance Jacqueline Wells jusqu'en 1941, est une actrice américaine née le 30 août 1914 et morte le 30 août 2001, jour de ses 87 ans.

## Biographie
Elle est née le 30 août 1914 à Denver (Colorado).
Elle est apparue dans plusieurs films aux côtés de Laurel et Hardy.
Elle est décédée à Mendocino (Californie) le 30 août 2001  d'une pneumonie aiguë.

## Vie personnelle
Elle a eu trois conjoints : William F. Bergin (1968-2001), Clarence A. Shoop (1944-1968), Walter Booth Brooks III (1936-1939) (divorcée). Elle a eu deux enfants avec Clarence A. Shoop : Pamela Susan Shoop (7 juin 1948 ) et Steve Shoop.

## Filmographie

### Années 1920
- 1923 : Children of Jazz
- 1923 : La Huitième Femme de Barbe-Bleue (Bluebeard's Eighth Wife), de Sam Wood
- 1923 : Maytime
- 1924 : Dorothy Vernon of Haddon Hall : enfant (extra)
- 1924 : Good Bad Boy : enfant
- 1924 : Le Captain Blood
- 1925 : Le Lit d'or (The Golden Bed) : Flora, enfant
- 1925 : The Home Maker
- 1925 : Le Gardien du foyer (The Home Maker) de King Baggot
- 1925 : Classified : Jeanette
- 1926 : The Bar-C Mystery (en) de Robert Hill
- 1926 : Plein la vue : Annabelle Heller

### Années 1930
- 1931 : Skip the Maloo! : Miss Benson
- 1931 : Scareheads
- 1932 : Stan boxeur (Any Old Port!) : Bride
- 1932 : The Knockout : Jacquie
- 1932 : You're Telling Me : Jacquie

- 1932 : In Walked Charley : Jackie

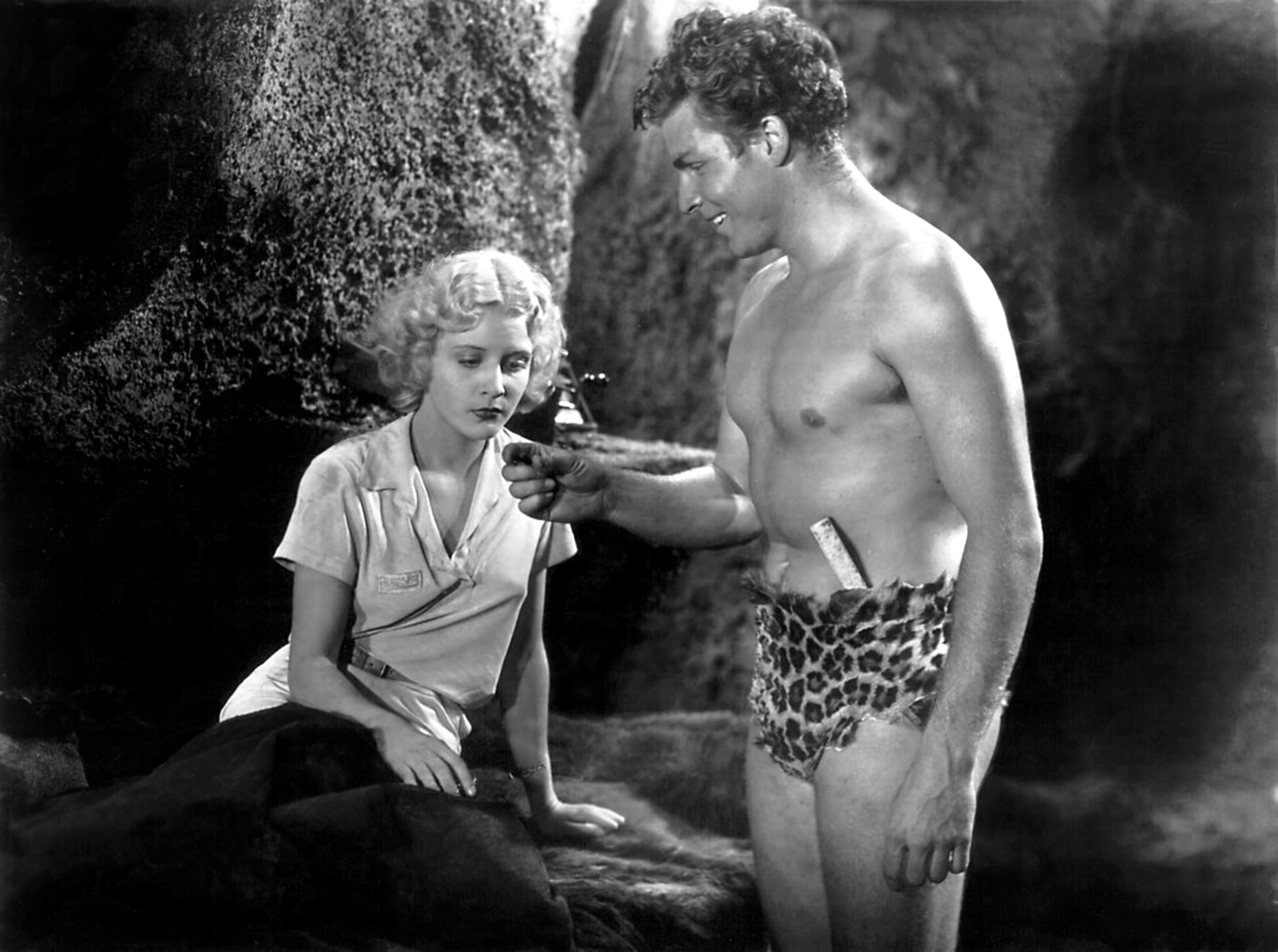
Avec Buster Crabbe dans Tarzan l'intrépide (1933).

- 1932 : Heroes of the West : Ann Blaine
- 1932 : Lights Out - court métrage
- 1933 : Clancy of the Mounted : Ann Laurie
- 1933 : Tarzan l'intrépide (Tarzan the Fearless) : Mary Brooks
- 1933 : Tillie and Gus : Mary Sheridan
- 1934 : Le Chat noir (The Black Cat) : Joan Alison
- 1934 : The Loudspeaker (en) de Joseph Santley : Janet Melrose
- 1934 : Kiss and Make-Up : Salon client
- 1934 : Happy Landing : Janet Curtis
- 1935 : Square Shooter : Sally Wayne
- 1935 : Coronado : Barbara Forrest
- 1936 : Night Cargo : Claire Martineau, alias Marty
- 1936 : La Bohémienne (The Bohemian Girl) : Arline adulte
- 1937 : The Frame-Up : Betty Lindale
- 1937 : Girls Can Play : Ann Casey
- 1937 : Counsel for Crime : Ann McIntyre
- 1937 : She Married an Artist : Betty Dennis
- 1937 : Paid to Dance : Joan Bradley
- 1938 : Un amour de gosse (Little Miss Roughneck) d'Aubrey Scotto : Mary LaRue
- 1938 : When G-Men Step In : Marjory Drake
- 1938 : Flight Into Nowhere : Joan Hammond
- 1938 : The Main Event : Helen Phillips
- 1938 : Highway Patrol : Jane Brady
- 1938 : Flight to Fame : Barbara Fisk
- 1938 : Cinq jeunes filles endiablées (Spring Madness), de S. Sylvan Simon : Mady Platt
- 1938 : Petite Miss Casse-Cou (The Little Adventuress) de D. Ross Lederman : Helen Gould
- 1939 : My Son Is a Criminal : Myrna Kingsley
- 1939 : Behind Prison Gates : Sheila Murray (as Jacqueline Wells)
- 1939 : The Kansas Terrors de George Sherman : Maria del Montez
- 1939 : Torture Ship : Joan Martel
- 1939 : L'Étonnant M. Williams (The Amazing Mr. Williams) : Face of 7th Victim in Newspaper Photo
- 1939 : My Son Is Guilty de Charles Barton : Julia Allen

### Années 1940
- 1940 : Girl in 313 : Lorna Hobart
- 1940 : The Ranger and the Lady : Jane Tabor
- 1940 : Young Bill Hickok : Louise Mason
- 1940 : Her First Romance d'Edward Dmytryk : Eileen Strong
- 1941 : Back in the Saddle (en) de Lew Landers : Taffy

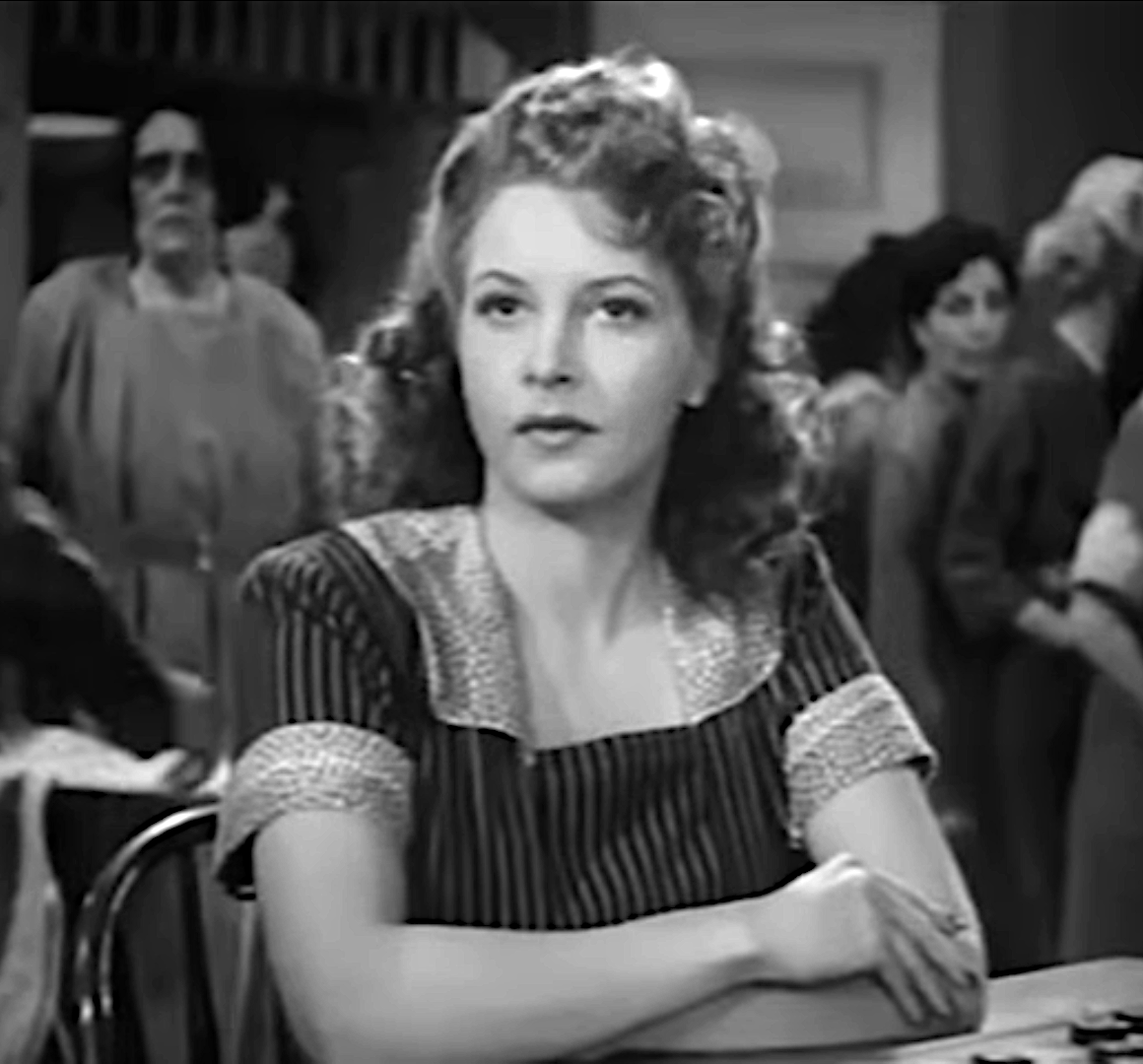
Dans Lady Gangster (1942).

- 1941 : The Nurse's Secret : Florence Lentz
- 1941 : International Squadron : Mary Wyatt
- 1941 : Steel Against the Sky : Myrtle 'Myrt'
- 1942 : Wild Bill Hickok Rides (en) de Ray Enright : Violet, Chorus Girl
- 1942 : Lady Gangster : Myrtle Reed
- 1942 : I Was Framed : Ruth Marshall (Scott)
- 1942 : Escape from Crime : Molly O'Hara
- 1942 : Busses Roar : Reba Richards
- 1942 : The Hidden Hand : Rita Channing
- 1943 : The Hard Way : Chorine
- 1943 : Convoi vers la Russie (Action in the North Atlantic) : Pearl
- 1943 : La Petite Exilée (Princess O'Rourke) : Stewardess
- 1943 : Du sang sur la neige (Northern Pursuit) de Raoul Walsh : Laura McBain
- 1945 : Rhapsodie en bleu (Rhapsody in Blue) : Lee Gershwin
- 1945 : Le Prix du bonheur  (You Came Along) de John Farrow : Mrs. Taylor aka Joyce Heath
- 1946 : Idea Girl : Pat O'Rourke
- 1946 : Cinderella Jones : Camille
- 1946 : Meurtre au music-hall (Murder in the Music Hall) : Diane
- 1946 : Strange Conquest (en) de John Rawlins Virginia Sommers
- 1947 : Le Dernier des peaux-rouges (Last of the Redmen) : Cora Munro
- 1947 : High Tide : Julie Vaughn
- 1949 : Deputy Marshal : Claire Benton
- 1949 : The Threat : Ann Williams
- 1949 : Sands of Iwo Jima : Mary

### Années 1950
- 1951 : Secrets of Beauty : Ruth Waldron
- 1951 : Convoi de femmes (Westward the Women) : Laurie Smith
- 1952 : My Hero (en) (série télévisée) : Julie Marshall
- 1953 : Les Corsaires de l'espace (Sabre Jet) : Mrs. Marge Hale
- 1954 : Fireside Theatre (en) (série télévisée) : Irene Adams
- 1954 : Écrit dans le ciel (The High and the Mighty) : Lillian Pardee
- 1955 : Headline Hunters : Laura Stewart
- 1957 : Les Loups dans la vallée (The Big Land) : Kate Johnson